# 松浦食品
松浦食品有限会社（まつうらしょくひん）は、静岡県榛原郡吉田町に位置する菓子メーカー。「芋まつば」や花林糖などを製造・販売している。

## 商品
- 芋まつば（一般的に芋ケンピと呼ばれているもの）
- 牛乳かりんとう
- 芋せんべい
- 黒かりんとう
- 紫芋チップス